# 2. česká fotbalová liga 1995/1996
Tento článek vypovídá o 2. nejvyšší fotbalové soutěži v Česku – o jejím třetím ročníku. O ročníku 1995/96.
| Poř. | Tým                        | Z  | V  | R  | P  | VG | OG | B  |
| ---- | -------------------------- | -- | -- | -- | -- | -- | -- | -- |
| 1.   | FC Karviná                 | 30 | 17 | 6  | 7  | 36 | 18 | 57 |
| 2.   | FK Teplice                 | 30 | 16 | 8  | 6  | 41 | 23 | 56 |
| 3.   | SK Tatran Poštorná         | 30 | 15 | 6  | 9  | 50 | 44 | 51 |
| 4.   | FC Bohemians Praha         | 30 | 13 | 9  | 8  | 47 | 31 | 48 |
| 5.   | SK Železárny Třinec        | 30 | 12 | 12 | 6  | 46 | 33 | 48 |
| 6.   | FC Portal Příbram          | 30 | 12 | 7  | 11 | 42 | 32 | 43 |
| 7.   | FC Alfa Slušovice          | 30 | 11 | 9  | 10 | 44 | 38 | 42 |
| 8.   | SK LeRK Prostějov          | 30 | 9  | 15 | 6  | 34 | 36 | 42 |
| 9.   | SK Chrudim 1887            | 30 | 11 | 7  | 12 | 40 | 38 | 40 |
| 10.  | FK VP Frýdek-Místek        | 30 | 10 | 8  | 12 | 34 | 36 | 38 |
| 11.  | FK Chmel Blšany            | 30 | 8  | 13 | 9  | 28 | 31 | 35 |
| 12.  | FK Baník Havířov           | 30 | 7  | 14 | 9  | 40 | 45 | 35 |
| 13.  | FK GGS Arma Ústí nad Labem | 30 | 7  | 12 | 11 | 39 | 43 | 33 |
| 14.  | SK Pardubice               | 30 | 7  | 7  | 16 | 25 | 42 | 28 |
| 15.  | SK Český ráj Turnov        | 30 | 5  | 10 | 15 | 22 | 44 | 25 |
| 16.  | FK Švarc Benešov           | 30 | 5  | 7  | 18 | 24 | 58 | 22 |

|  | Postup do 1. české fotbalové ligy 1996/97 |
|  | Sloučení s mužstvem HFK Přerov            |
|  | Sestup do ČFL 1996/97                     |
|  | Zánik A mužstva                           |

## Soupisky mužstev

### FC Karviná
Tomáš Sedlák (2/0),
Michal Václavík (28/0) –
Marcel Benda (15/2),
René Benefi (11/0),
Petr Bialek (27/2),
René Bolf (14/4),
Milan Cudrák (26/2),
Robert Gróff (21/2),
Petr Javorek (21/0),
Miroslav Kaloč (27/5),
Přemysl Kovář (7/4),
Vladimír Kučák (10/0),
Marcel Kulinski (19/1),
Tomáš Martinek (15/2),
Juraj Mintál (28/0),
Vojtěch Minárik (3/0),
Marek Myšinský (2/1),
Martin Plachta (23/3),
Vlastimil Ryšavý (13/2),
Marek Sokol (1/0),
Kamil Štěpaník (23/2),
Martin Štverka (10/0),
Ladislav Šulák (27/2),
Radomír Šulák (28/1) –
trenér Lubomír Vašek

### FK Teplice
Luděk Jelínek (18/0/6),
Jiří Krbeček (12/0/5) –
Petr Bystroň (15/0),
Radek Divecký (24/6),
Michal Doležal (2/0),
Zdenko Frťala (22/3),
Svatopluk Habanec (30/4),
Bedřich Hamsa (18/1),
Roman Harvatovič (2/0),
Miroslav Chytra (27/3),
Josef Just (27/3),
Ľubomír Kopas (7/0),
Radek Kronďák (27/0),
Marek Liška (10/1),
Ondřej Mikeš (9/0),
Vladislav Mikiska (29/3),
Jan Pejša (15/1),
Milan Přibyl (20/1),
Zdeněk Rollinger (16/2),
Pavel Sedláček (10/1),
René Šimek (10/0),
Zdeněk Urban (2/0),
Pavel Verbíř (28/11) –
trenér František Cerman

### SK Tatran Poštorná
Jiří Bartoš (12/1),
Radek Černý (8/0),
Karel Stromšík (10/0) –
Karel Doležal (8/0),
Tibor Dunka (1/0),
Václav Dvořák (28/2),
Ladislav Dvořáček (11/1),
Patrik Holomek (29/15),
Alexandr Janovyč (1/0),
Antonín Kalčík (8/0),
Marián Kopča (28/0),
Jozef Kostelník (13/4),
Karel Kulyk (11/4),
Milan Kulyk (28/10),
Marek Látal (14/0),
Roman Litvínov (1/0),
František Myslík (29/0),
Anton Petrovský (29/0),
Zbyněk Pohl (12/1),
Lubomír Průdek (27/3),
Milan Strya (20/3),
Stanislav Suský (22/0),
Martin Špinar (11/2),
Petr Tichý (28/0) –
trenér František Komňacký

### FC Bohemians Praha
Radek Cimbál (23/0),
André Houška (2/0),
Libor Tomíšek (6/0) –
Ondřej Bárta (1/0),
Petr Čavoš (4/0),
Viktor Dvirnyk (13/2),
Petr Fousek (27/14),
Milan Fukal (14/4),
Martin Havel (1/0),
František Jakubec (10/0),
Ivan Jaremčuk (12/1),
Martin Jiránek (1/0),
Martin Kacafírek (1/0),
Jaroslav Kamenický (9/0),
Jiří Krejcar (1/0),
Radek Krejčík (25/0),
Stanislav Krejčík (9/2),
Petr Krištůfek (7/0),
Tomáš Kuchař (27/5),
Pavel Kýček (5/0),
Miloš Marek (17/2),
Richard Margolius (15/2),
Jiří Maruška (11/0),
Marek Němec (2/0),
Marek Nikl (24/0),
Jiří Novák (13/6),
Miroslav Obermajer (6/0),
Ladislav Prošek (1/0),
Petr Rada (22/3),
Petr Rydval (12/0),
Vladimír Sadílek (17/1),
Jan Šimek (6/1),
David Šindelář (11/1),
Jiří Tymich (13/0),
Jaroslav Veltruský (13/0),
Stanislav Vlček (14/3) –
trenéři Dalibor Lacina a Josef Hloušek

### SK Železárny Třinec
Petr Drobisz (13/0),
Jan Šráček (17/0) –
Daniel Balon (25/4),
Zdeněk Cieslar (28/0),
Václav Činčala (5/4),
Jindřich Dohnal (27/4),
Jiří Figura (1/0),
Michal Guzik (24/4),
Tomáš Hadrava (1/0),
Karel Havlíček (27/3),
Radomír Chýlek (11/2),
Roman Kaizar (27/6),
Aleš Kaluža (19/1),
Marek Klečacký (1/0),
Radek Kubiczek (1/0),
Karel Kula (26/1),
Kamil Matuszny (22/3),
Rastislav Michalík (26/2),
René Pastorek (7/1),
Václav Pavlus (2/0),
Libor Sionko (12/3),
Radek Sionko (6/0),
Petr Škarabela (14/4),
Roman Veselý (9/1),
Rostislav Vojáček (25/1),
Róbert Vojvoda (25/1) –
trenér Ján Barčák

### FC Portal Příbram
Jan Blažka (3/0),
Ladislav Macho (13/0),
Roman Solnař (14/0) –
Slobodan Avrić (2/0),
Ivan Čabala (30/2),
Petr Čavoš (10/0),
Petr Grund (18/3),
Pavel Hoftych (13/0),
Tomáš Janů (30/1),
Ivo Knoflíček (17/3),
Boris Kočí (13/0),
Karel Krejčí (27/2),
Tomáš Kukol (1/0),
Stanislav Lieskovský (17/0),
Marcel Mácha (27/0),
Jaroslav Mašek (29/7),
Pavel Mejdr (15/1),
Miloš Nepivoda (9/1),
Jaroslav Pazdera (16/1),
Ivan Pihávek (19/1),
Roman Pučelík (22/2),
Jaroslav Silovský (3/0),
Martin Svědík (29/6),
Luděk Vyskočil (17/12),
Jan Zušťák (4/0),
Robert Žák (8/0) –
trenér Miroslav Starý

### FC Alfa Slušovice
Karel Podhajský (18/0),
Jaroslav Polášek (14/0),
Daniel Zítka (1/0) –
Zdeněk Beňo (23/2),
Petr Brabec (2/1),
Miroslav Březík (15/1),
Tomáš Čapka (16/3),
Petr Červenka (12/0),
Vilém Dýčka (18/1),
Leoš Gojš (2/0),
Michal Gottwald (14/0),
Milan Hanko (14/2),
Slavomír Hodúl (10/1),
Milan Holík (24/4),
Marek Hošťálek (16/2),
Tomáš Janda (12/6),
Jan Kolečkář (29/2),
Petr Križko (1/0),
Marcel Litoš (2/0),
Miroslav Mikulík (12/4),
Róbert Novák (10/2),
Jaroslav Novotný (16/0),
Rudolf Otepka (14/3),
Jaroslav Švach (12/0),
Ladislav Švec (16/0),
Martin Ulman (18/3),
Petr Vašíček (16/2),
Petr Videman (18/0),
Vladimír Vítek (16/3),
Karel Zámečník (2/0),
Milan Zbranek (16/2) –
trenér Dan Matuška

### SK LeRK Prostějov
Martin Hložánek (3/0),
Martin Pařízek (12/0),
Martin Šenkyřík (1/0),
Jiří Vosyka (15/0) –
Libor Baláž (11/1),
Radek Bouřa (10/2),
Jiří Bureš (8/0),
Miroslav Čtvrtníček (10/0),
Milan Forgáč (13/0),
Tomáš Hamřík (23/0),
Bedřich Hamsa (8/3),
Libor Hanousek (17/1),
Richard Hrotek (14/2),
Pavel Charvát (9/2),
Roman Juračka (11/0),
Pavel Kareš (13/0),
Jan Nečas (10/1),
Martin Nimrichter (2/0),
Petr Pospíšil (16/0),
Marek Rozsíval (12/0),
Aleš Sova (11/5),
Michal Spáčil (19/0),
Jan Stráněl (10/0),
Petr Strnadel (14/0),
Pavel Svoboda (28/2),
Roman Široký (9/1),
Michal Štefka (16/3),
Martin Šustáček (27/3),
Vítězslav Tuma (12/5),
Pavel Zbožínek (23/3),
Luděk Zdráhal (15/0) –
trenér Milan Bokša

### SK Chrudim 1887
Tomáš Bárta (3/0),
Jaroslav Karel (1/0),
František Smak (14/0),
Martin Tomek (7/0),
Ivo Viktor (6/0) –
Vladimír Blüml (23/0),
Erich Brabec (1/0),
Robert Caha (4/0),
Zdeněk Cihlář (13/0),
Roman Dobruský (27/7),
Dušan Dvořák (27/2),
Ján Haspra (10/4),
Martin Havel (8/1),
Valdemar Horváth (25/4),
Petr Jirásko (13/3),
David Kalousek (11/1),
Ivan Kopecký (29/2),
Jiří Kotyza (1/0),
Pavel Kubánek (12/0),
Roman Kyral (25/6),
Vítězslav Lavička (13/0),
Miloš Marek (10/2),
Miloš Moravec (23/2),
Miroslav Obermajer (15/1),
Petr Pokorný (6/0),
Tomáš Racek (4/0),
Radomír Riedl (10/0),
Martin Roček (28/1),
Bohuslav Šnajdr (12/2),
Miroslav Štichauer (1/0),
Libor Zelníček (2/0) –
trenér Václav Kárník

### FK VP Frýdek-Místek
Petr Jursa (27/0),
Patrik Krabec (1/0),
Martin Raška (3/0) –
Ladislav Bohdal (23/3),
Miroslav Elko (2/0),
David Grygar (2/0),
Pavel Hadaščok (26/2),
Petr Hořava (12/0),
Roman Hruška (26/4),
Petr Hupka (11/1),
Tomáš Kamrád (27/3),
Roman Konečný (10/0),
Jan Lazar (1/0),
Pavel Macíček (17/0),
Fotis Maniatis (11/3),
Petr Matúš (28/1),
Tomáš Návrat (14/4),
Jiří Nociar (29/2),
Michal Ondráček (15/0),
Tomáš Rada (23/1),
René Seidler (23/2),
David Sourada (13/4),
Stanislav Stuchlík (22/0),
Zdeněk Volf (13/1),
Petr Zbončák (21/2) –
trenér Erich Cviertna

### FK Chmel Blšany
Oldřich Meier (2/0),
Tomáš Obermajer (28/0) –
Luboš Barták (17/0),
Jaroslav Diepold (27/2),
Josef Gabčo (8/0),
Patrik Gedeon (19/1),
Roman Hogen (18/8),
Aleš Jindra (26/0),
Jindřich Jirásek (13/1),
Roman Jurenka (16/1),
Marek Kincl (15/2),
Tomáš Knap (24/0),
Martin Kuchař (13/1),
Aleš Laušman (1/0),
Jiří Ludvík (4/0),
Martin Maděra (30/2),
Michal Nehoda (10/1),
Petr Pfeifer (23/1),
Aleš Pikl (14/5),
Bohuslav Pixa (13/0),
Stanislav Salač (10/1),
Jiří Schveiner (5/0),
Radek Šelicha (26/1),
Karel Šídlo (17/0),
Miroslav Štěpánek (10/0),
Aleš Unger (11/0),
Miroslav Vápeník (5/0),
Pavel Veniger (14/0),
Josef Vinš (5/1) –
trenéři Zdeněk Ščasný a Petr Pálka

### FK Baník Havířov
Patrik Krabec (4/0),
Milan Miklas (19/0),
Daniel Zítka (10/1) –
Vladislav Dedek (3/0),
Dušan Fábry (1/0),
Tomáš Freisler (11/1),
Libor Fryč (25/6),
Petr Hájek (1/0),
Radim Chvěja (28/0),
Radomír Korytář (23/0),
David Kotrys (13/2),
Ľubomír Krajčovič (14/2),
Petr Kraut (22/4),
Pavel Kubeš (22/3),
Marcel Kudrna (8/0),
Jaroslav Laub (15/2),
Ivan Mahút (24/2),
Radim Majer (28/3),
Tomáš Návrat (11/0),
Petr Němec (29/5),
Radek Sionko (15/4),
Vladimír Skalba (29/3),
Karel Sochora (7/0),
Radim Štachel (2/0),
Marek Ulehla (2/0),
David Vodák (1/0),
Tomáš Zima (21/1) –
trenéři Jaroslav Gürtler a Rostislav Sionko

### FK GGS Arma Ústí nad Labem
Marek Láska (6/0),
Radim Straka (25/0) –
Jan Barnat (1/0),
Petr Čermák (15/2),
Petr Guth (11/0),
Václav Hrdlička (18/6),
Vladimír Hruška (14/0),
Jan Chudý (25/2),
Jan Králík (20/5),
Jozef Krivjančin (16/0),
Ondřej Kumpan (1/0),
Tomáš Matějka (21/1),
Kamil Mihola (3/1),
Vítězslav Mojžíš (27/3),
Jaroslav Müllner (9/0),
František Novák (18/1),
Jiří Novák (3/0),
Michal Novák (28/1),
Stanislav Pelc (4/0),
Marián Řízek (27/9),
Vladimír Sadílek (3/0),
Antonín Spěvák (26/0),
Petr Strnadel (13/6),
Jan Studený (1/0),
Milan Stýblo (2/0),
Martin Třasák (20/1),
Zdeněk Vacek (7/0),
Evžen Vohák (20/0),
Martin Vrtiška (12/0) –
trenéři František Mysliveček a Zdeněk Ščasný

### SK Pardubice
Libor Gerčák (1/0),
Martin Schejbal (30/0),
David Šimon (1/0) –
Aleš Bednář (15/3),
Vladimír Cibulka (4/0),
Oldřich David (8/1),
Lukáš Hamerský (1/0),
Miroslav Jirka (14/2),
Roman Jůn (26/2),
Jiří Kaciáň (1/0),
David Kalousek (14/1),
Marek Kopecký (21/1),
Jiří Kovárník (29/3),
Jaroslav Michalička (14/1),
Daniel Možíš (5/0),
Jaromír Pařízek (25/2),
Filip Pecháček (1/0),
Bohuslav Pilný (14/0),
Jiří Pospíšil (26/1),
Radim Povýšil (14/1),
Petr Rydval (9/2),
David Studený (9/0),
Michal Šmíd (12/2),
Viktor Švestka (26/0),
Hynek Talpa (9/0),
Milan Ujec (26/0),
Ondřej Vencl (11/1),
Martin Volejník (1/0),
David Zamastil (22/0),
David Zoubek (14/4),
Martin Žižka (1/0) –
trenér Stanislav Kocourek

### SK Český ráj Turnov
Zbyněk Hauzr (27/0),
Josef Rampáček (3/0) –
Petr Čavoš (13/0),
Karel Čermák (10/0),
Jiří Dozorec (23/3),
Jiří Filip (11/0),
Richard Gábor (13/0),
Vlastimil Hladík (2/0),
Jiří Houžvička (24/0),
Vladislav Kavan (22/0),
Marcel Kovář (1/0),
Pavel Kočí (20/0),
Jaroslav Kurej (14/0),
Jaroslav Mencl (15/0),
Tomáš Nosek (23/3),
Jozef Olejník (7/1),
Miroslav Paták (12/0),
Ľubomír Puhák (12/3),
Vlastimil Ryšavý (13/6),
David Sládeček (12/2),
Vladimír Svoboda (15/0),
David Šindelář (12/0),
Michal Šmíd (10/0),
Hynek Talpa (6/0),
Jiří Tymich (12/0),
Jaroslav Urbánek (1/0),
Miroslav Vápeník (11/0),
Karel Vokál (27/4),
Július Zemaník (2/0),
Jan Zušťák (1/0),
Jan Žebro (7/0) –
trenéři Jiří Dozorec a Zdeněk Hruška

### FK Švarc Benešov
Miroslav Beran (1/0),
Ladislav Červenka (14/0),
Michal Šilhavý (15/0) –
Martin Barna (3/0),
Martin Bárta (29/3),
Pavel Borovec (26/1),
Martin Braný (8/0),
Petr Čermák (22/0),
Karel Dobš (9/0),
Ondřej Houda (27/1),
Libor Jadamus (11/0),
René Janoušek (8/0),
Josef Jindra (26/1),
Roman Jindra (6/0),
Jan Kalenda (1/0),
Daniel Kaplan (12/0),
Jaroslav Kilián (7/0),
Petr Kotora (12/1),
Čestmír Křižka (3/0),
Tibor Mičinec (12/7),
Jaroslav Myslivec (23/0),
Petr Novotný (14/0),
Petr Pejša (15/4),
Alexandr Samuel (14/0),
Radek Skála (1/0),
Václav Skiba (12/0),
Petr Slepička (2/0),
Antonín Sochůrek (2/0),
Miroslav Svoboda (2/0),
Stanislav Svoboda (1/0),
Jiří Štajner (1/1),
David Štěpaník (1/0),
Martin Váňa (22/6),
Pavel Vašíček (11/0),
Pavel Veniger (12/0),
Petr Vojta (6/0),
Marek Vomáčka (6/0) –
trenéři Jiří Novák a Jan Poštulka